# آن مودي
آن مودي (بالإنجليزية: Anne Moody)‏ هي كاتِبة أمريكية، ولدت في 15 سبتمبر 1940 في سنترفيل في الولايات المتحدة، وتوفيت في 5 فبراير 2015 في غلوستر في الولايات المتحدة.

## وصلات خارجية
- آن مودي على موقع الموسوعة البريطانية (الإنجليزية)